# سانتیاگو مورو
سانتیاگو مورو (انگلیسی: Santiago Morero؛ زادهٔ ۱۸ آوریل ۱۹۸۲) بازیکن فوتبال اهل آرژانتین است.
از باشگاه‌هایی که در آن بازی کرده‌است می‌توان به باشگاه فوتبال چزنا، باشگاه فوتبال اتلتیکو تیگره، باشگاه فوتبال آلساندریا، باشگاه فوتبال روبور سیه‌نا، باشگاه فوتبال کیه‌وو ورونا، و باشگاه فوتبال روساریو سنترال اشاره کرد.